# Big 12 Conference 2019 (pallavolo)
La Big 12 Conference 2019 si è svolta dal 25 settembre al 30 novembre 2019: al torneo hanno partecipato 9 squadre universitarie statunitensi e la vittoria finale è andata per la prima volta alla Baylor e per la dodicesima volta, la seconda consecutiva, alla Texas.

## Regolamento
È prevista una stagione regolare che vede le nove formazioni impegnate disputare un totale di sedici incontri ciascuna; parallelamente vengono disputati anche degli incontri extra-conference contro formazioni appartenenti ad altre conference o non affiliate ad alcuna di esse, dando vita a due classifiche separate una relativa alla Big 12 Conference ed una totale.
- La squadra vincitrice della Big 12 Conference si qualifica automaticamente al torneo NCAA, occupando uno dei 32 posti che spettano di diritto alle squadre vincitrici delle rispettive conference;
- Le altre squadre concorrono alla qualificazione al torneo NCAA attraverso la classifica totale, che assegna i restanti 32 posti alle migliori squadre, sulla base del rapporto tra vittorie e sconfitte, che non abbiano ottenuto la qualificazione automatica.

## Squadre partecipanti
| Club            | Nickname     | Stagione | Città      | Impianto                        | Stagione precedente                                          |
| --------------- | ------------ | -------- | ---------- | ------------------------------- | ------------------------------------------------------------ |
| Baylor          | Bears        | Dettagli | Waco       | Ferrell Center                  | 2ª in Big 12 Conference; Secondo turno in NCAA Division I    |
| Iowa State      | Cyclones     | Dettagli | Ames       | Hilton Coliseum                 | 3ª in Big 12 Conference; Vincitrice NIVC                     |
| Kansas          | Jayhawks     | Dettagli | Lawrence   | Horejsi Family Athletics Center | 5ª in Big 12 Conference                                      |
| Kansas State    | Wildcats     | Dettagli | Manhattan  | Ahearn Field House              | 8ª in Big 12 Conference                                      |
| Oklahoma        | Sooners      | Dettagli | Norman     | McCasland Field House           | 3ª in Big 12 Conference                                      |
| Texas           | Longhorns    | Dettagli | Austin     | Gregory Gymnasium               | Vincitrice Big 12 Conference; Elite Eight in NCAA Division I |
| Texas Christian | Horned Frogs | Dettagli | Lubbock    | University Recreation Center    | 6ª in Big 12 Conference                                      |
| Texas Tech      | Red Raiders  | Dettagli | Fort Worth | United Supermarkets Arena       | 7ª in Big 12 Conference                                      |
| West Virginia   | Mountaineers | Dettagli | Morgantown | WVU Coliseum                    | 9ª in Big 12 Conference                                      |

## Torneo

### Regular season

#### Classifica
| Pos. | Squadra         | Conference | Conference | Conference | Conference | Overall | Overall | Overall | Overall |
| Pos. | Squadra         | Pt         | G          | V          | P          | Pt      | G       | V       | P       |
| ---- | --------------- | ---------- | ---------- | ---------- | ---------- | ------- | ------- | ------- | ------- |
| 1.   | Baylor          | .938       | 16         | 15         | 1          | .967    | 30      | 29      | 1       |
| 1.   | Texas           | .938       | 16         | 15         | 1          | .852    | 27      | 23      | 4       |
| 3.   | Oklahoma        | .688       | 16         | 11         | 5          | .679    | 28      | 19      | 8       |
| 4.   | Iowa State      | .500       | 16         | 8          | 8          | .586    | 29      | 17      | 12      |
| 5.   | Texas Tech      | .438       | 16         | 7          | 9          | .567    | 30      | 17      | 13      |
| 6.   | Kansas          | .313       | 16         | 5          | 11         | .346    | 28      | 9       | 17      |
| 7.   | Texas Christian | .250       | 16         | 4          | 12         | .400    | 30      | 12      | 18      |
| 7.   | Kansas State    | .250       | 16         | 4          | 12         | .321    | 28      | 9       | 19      |
| 9.   | West Virginia   | .188       | 16         | 3          | 13         | .414    | 29      | 12      | 17      |

      In NCAA Division I come vincitrice di Conference
      In NCAA Division I attraverso la classifica totale
      Al National Invitational Volleyball Championship

## Premi individuali
| Premio                   | Giocatrice         | Squadra         |
| ------------------------ | ------------------ | --------------- |
| Player of the Year       | Yossiana Pressley  | Baylor          |
| Freshman of the Year     | Skylar Fields      | Texas           |
| Setter of the Year       | Hannah Lockin      | Baylor          |
| Libero of the Year       | Keyton Kinley      | Oklahoma        |
| Coach of the Year        | Ryan McGuyre       | Baylor          |
| All-Big 12 First Team    | Hannah Lockin      | Baylor          |
| All-Big 12 First Team    | Yossiana Pressley  | Baylor          |
| All-Big 12 First Team    | Shelly Fanning     | Baylor          |
| All-Big 12 First Team    | Candelaria Herrera | Iowa State      |
| All-Big 12 First Team    | Eleanor Holthaus   | Iowa State      |
| All-Big 12 First Team    | Ashlynn Dunbar     | Oklahoma        |
| All-Big 12 First Team    | Keyton Kinley      | Oklahoma        |
| All-Big 12 First Team    | Kylee McLaughlin   | Oklahoma        |
| All-Big 12 First Team    | Sarah Sanders      | Oklahoma        |
| All-Big 12 First Team    | Brionne Butler     | Texas           |
| All-Big 12 First Team    | Logan Eggleston    | Texas           |
| All-Big 12 First Team    | Skylar Fields      | Texas           |
| All-Big 12 First Team    | Micaya White       | Texas           |
| All-Big 12 First Team    | Emily Hill         | Texas Tech      |
| All-Big 12 Second Team   | Kara McGhee        | Baylor          |
| All-Big 12 Second Team   | Giovanna Milana    | Baylor          |
| All-Big 12 Second Team   | Piper Mauck        | Iowa State      |
| All-Big 12 Second Team   | Avery Rhodes       | Iowa State      |
| All-Big 12 Second Team   | Zoe Hill           | Kansas          |
| All-Big 12 Second Team   | Peyton Williams    | Kansas State    |
| All-Big 12 Second Team   | Paige Anderson     | Oklahoma        |
| All-Big 12 Second Team   | Jhenna Gabriel     | Texas           |
| All-Big 12 Second Team   | Katie Clark        | Texas Christian |
| All-Big 12 Second Team   | Katelyn Evans      | West Virginia   |
| All-Big 12 Second Team   | Briana Lynch       | West Virginia   |
| All-Big 12 Freshman Team | Kara McGhee        | Baylor          |
| All-Big 12 Freshman Team | Annie Hatch        | Iowa State      |
| All-Big 12 Freshman Team | Anna Dixon         | Kansas State    |
| All-Big 12 Freshman Team | Skylar Fields      | Texas           |
| All-Big 12 Freshman Team | Asjia O'Neal       | Texas           |
| All-Big 12 Freshman Team | Julia Adams        | Texas Christian |

## Classifica finale
| Pos | Squadra         | Qualificazione       |
| --- | --------------- | -------------------- |
| 1   | Baylor          | NCAA Division I 2019 |
| 1   | Texas           | NCAA Division I 2019 |
| 3   | Oklahoma        | NCAA Division I 2019 |
| 4   | Iowa State      | NCAA Division I 2019 |
| 5   | Texas Tech      |                      |
| 6   | Kansas          |                      |
| 7   | Texas Christian | NIVC 2019            |
| 7   | Kansas State    |                      |
| 9   | West Virginia   |                      |